# Castello del Valentino
Il Castello del Valentino è un'antica residenza sabauda, nonché edificio storico di Torino, situato nell'omonimo Parco del Valentino, sulle rive del fiume Po.
Di proprietà del demanio dal 1850 e in seguito assegnato al Politecnico di Torino, ospita la sede del Dipartimento di Architettura e i relativi corsi di laurea triennali e magistrali.
Dal 1997 l'edificio è inserito nella lista del patrimonio dell'umanità come elemento parte del sito seriale UNESCO Residenze Sabaude.

## Storia

### Etimologia del toponimo
Il nome dell’edificio deriva da un toponimo di origine incerta. Il primo documento cittadino in cui compare il toponimo Vallantinum è del 1275 e sta a significare la morfologia del terreno circostante che era caratterizzato da una piccola valle presso cui scorreva, per immettersi poi nel fiume Po, un ruscello.
Altre fonti storiche ne identificano l’origine in san Valentino, le cui presunte reliquie erano conservate in una piccola chiesa dove attualmente sorge l'attuale parco. A rafforzare questa ipotesi alcuni studi affermano che, in un singolare intreccio di memoria religiosa e mondanità, l’usanza di celebrare la festa degli innamorati ebbe origine proprio nel parco fluviale torinese dove, il 14 febbraio di ogni anno la nobiltà del tempo partecipava a una festa galante in cui ogni dama chiamava “Valentino” il proprio cavaliere.

### L’edificio primigenio
Notizie certe di un primo edificio preesistente risalgono al XVI secolo e sono riconducibili all’esistenza di una “delizia” nobiliare suburbana appartenuta alla famiglia Birago. Renato Birago, nobile della corte sabauda, vendette la villa al duca Emanuele Filiberto di Savoia, che l'acquistò nel 1564. Tuttavia nel 1565 il duca di Savoia dovette nuovamente venderlo per finanziare l'imminente costruzione della Cittadella e ad acquistarlo fu il tesoriere ducale Giovanni De Brosses. Nel 1570 il duca Emanuele Filiberto di Savoia lo riacquistò nuovamente su consiglio del grande architetto Andrea Palladio e subì un primo, consistente ampliamento completato nel 1578.

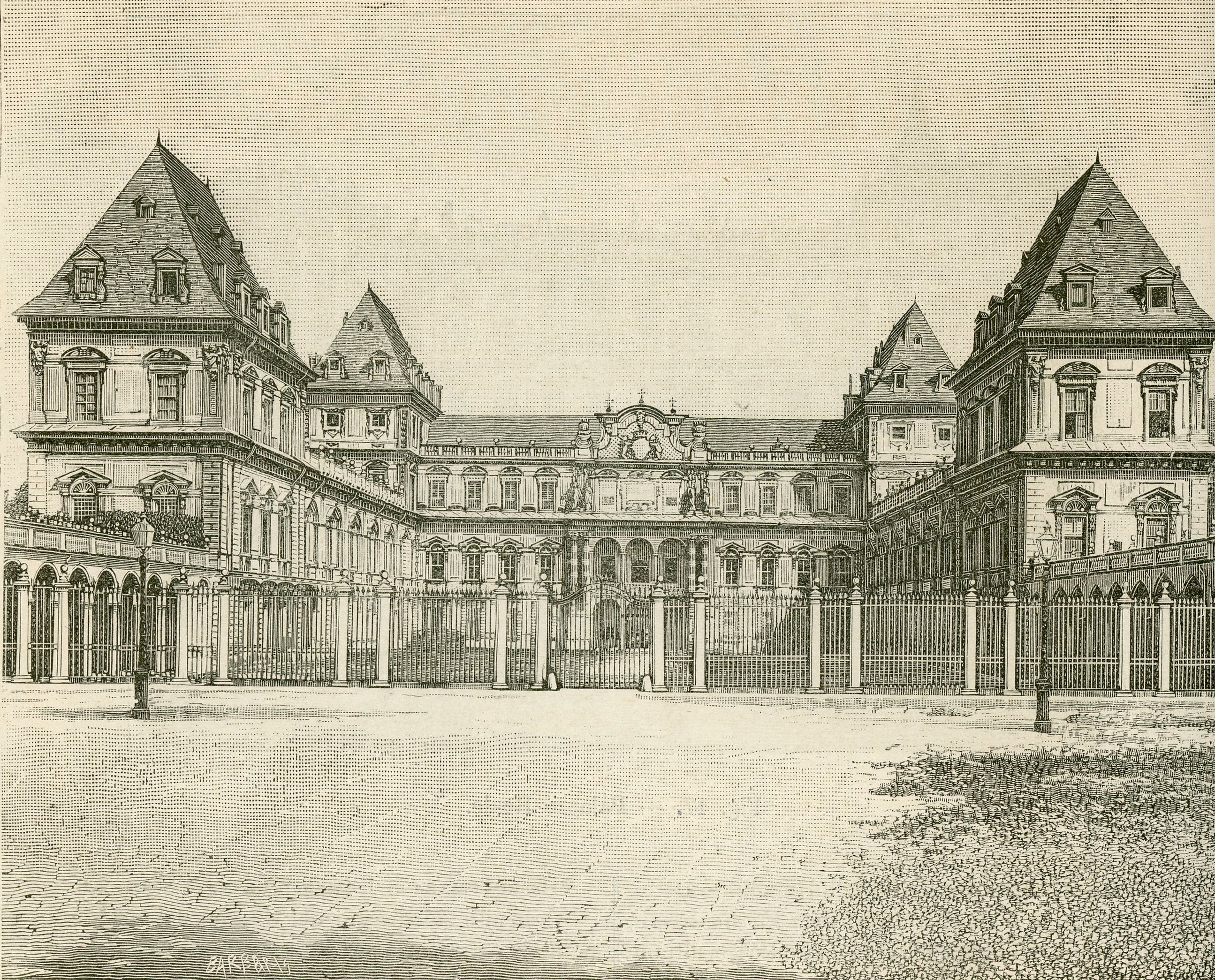
Il Castello del Valentino raffigurato in una xilografia ottocentesca

Alla morte del duca nel 1580, l’edificio fu ereditato da Carlo Emanuele I che tre anni dopo lo cedette a Filippo I d'Este, che le cronache del 1585 citano quale ospite che accolse il corteo nuziale dello stesso Carlo Emanuele I che giunse per via fluviale a Torino con la sposa Caterina d'Austria.
Durante questo periodo l’edificio ospitò nobili famiglie come gli Este di San Martino, i Saintmerane, i Cicogna, i Pacelli e i Calvi, che acquistarono anche un’area del castello.

### Madama Cristina e il primo rimaneggiamento
Tuttavia l'edificio, di chiara ispirazione transalpina, deve la sua forma attuale alla Madama Reale Maria Cristina di Borbone, sposa di Vittorio Amedeo I di Savoia che lo ricevette come dono di nozze. Madama Cristina, che divenne presto vedova e dovette assumere la reggenza del Ducato di Savoia in un difficile contesto storico di lotte dinastiche, diede l'avvio a una lunga stagione di lavori di rimaneggiamento diretti dapprima dall’architetto di corte Carlo di Castellamonte e in seguito dal figlio Amedeo.

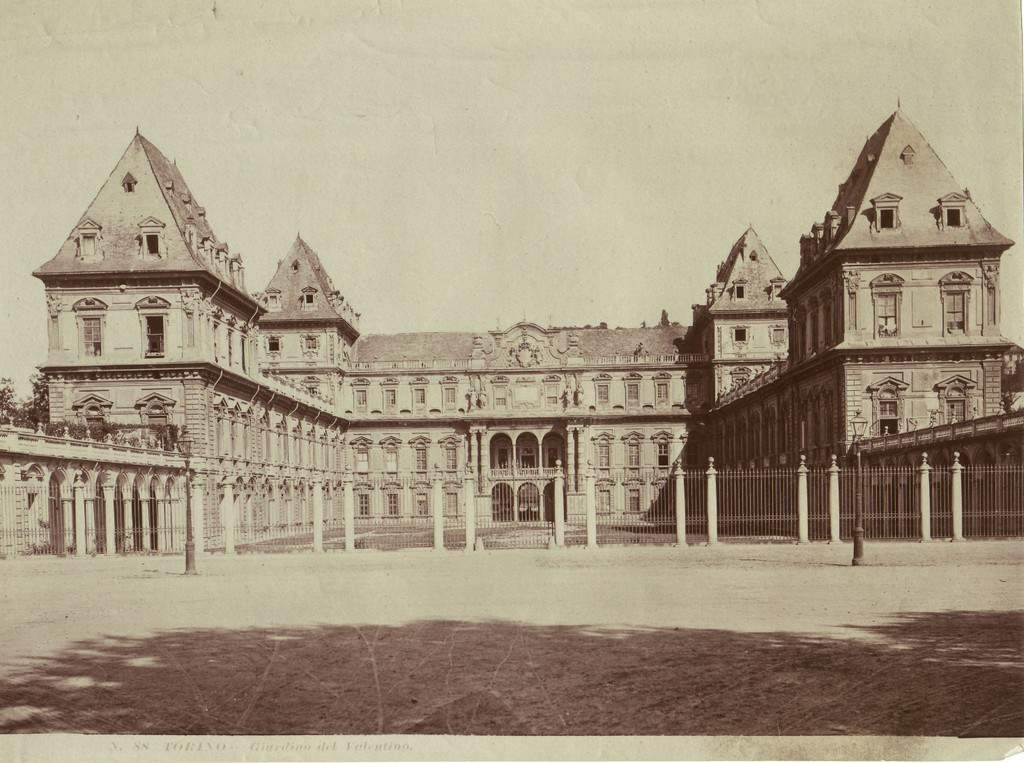
Il Castello del Valentino fotografato a inizio Novecento

Il suo intento fu volto alla trasformazione dell'edificio in maison de pleasance, secondo il gusto francese dell'epoca. La prima stagione di interventi decorativi che interessò l'edificio del Valentino riguardò l’appartamento del primo piano che venne completato tra il 1620 e il 1621. I fregi e le volte di queste sale vennero ornati da affreschi e stucchi realizzati da artisti di origine luganese, quali Isidoro Bianchi e i suoi figli Francesco e Pompeo, Tommaso Carlone e Carlo Solaro. Questi artisti diedero vita alle rappresentazioni poetiche incentrate su temi storici che sottolineavano lo stretto rapporto della corte sabauda con il regno di Francia e su soggetti alchemici e floreali, suggeriti dal conte Filippo San Martino d’Agliè, storico amico e confidente di Maria Cristina.
I nuovi ambienti frutto di questa prima fase di lavori furono i seguenti: la Stanza Verde, la Stanza delle Rose, la Stanza dello Zodiaco, la Stanza della Nascita dei Fiori, la Stanza dei Gigli e il Gabinetto dei Fiori.

### Il secondo rimaneggiamento e la trasformazione in castello
Madama Cristina amò risiedere per lunghi periodi presso la dimora del Valentino e, con il secondo e importante rimaneggiamento del 1645, la residenza vide l'aggiunta di tre padiglioni frontali collegati da due maniche laterali di portici terrazzati che culminavano in un'esedra semicircolare che definiva il grande cortile d'onore.
Anche gli interni vennero ampliati e il risultato di questo secondo intervento furono i seguenti ambienti: la Sala della Guerra, la Sala del Negozio, la Sala delle Magnificenze, la Sala della Caccia, la Sala delle Feste e il Gabinetto delle fatiche d’Ercole.

### Il terzo rimaneggiamento
Con la conclusione dei lavori nel 1660 l’edificio assunse l’attuale forma caratterizzata dai ripidi tetti spioventi “alla francese” e fu realizzato anche il nuovo frontone esterno, dove venne installata una lapide commemorativa dettata dal rètore di corte Emanuele Tesauro.
Il celebre letterato delineò anche i temi retorici che caratterizzarono le decorazioni delle nuove sale interne del primo piano da realizzare secondo quanto richiesto da Madama Cristina. Per il loro nuovo ciclo di decorazioni vennero nuovamente chiamati a Torino gli artisti luganesi della famiglia Bianchi che realizzarono le ricche partiture in stucco, nelle quali ebbero una parte determinante anche Alessandro e Carlo Casella, Bernardino Quadri, Elia Castelli e Giovan Luca Corbellino; la realizzazione degli affreschi venne affidata ad artisti come Giovanni Paolo e Giovanni Antonio Recchi.

### Il Castello del Valentino nell’Ottocento e le nuove destinazioni d’uso
Con l’espandersi della città il Castello del Valentino fu compreso all’interno del tessuto urbano e divenne elemento caratterizzante dell'intera zona adiacente, seppur sempre contornato dagli ampi spazi verdi dell’omonimo parco circostante che nel 1855 venne completamente riprogettato mediante il concorso internazionale vinto da Jean-Baptiste Kettmann.
Nella seconda metà dell’Ottocento, alla pari di altre residenze sabaude, il Castello del Valentino assunse una funzione militare e, anche durante il dominio francese, un atto governativo datato 19 dicembre 1805 stabilì che l’intera struttura fosse assegnata Regio Esercito che vi stabilì i corpi di Artiglieria e Cavalleria e vi venne anche insediata, seppur per breve tempo, la prima Scuola di Veterinaria della città. Resta traccia di questa pur breve destinazione d’uso nelle decorazioni dei varchi del padiglione sud-orientale che in origine consentivano l’accesso alla terrazza di collegamento con il padiglione occidentale.
Con la Restaurazione, i Savoia sostanzialmente confermarono l’utilizzo militare della residenza e nel 1824 vi furono insediate due battaglioni di Artiglieria, mentre a partire dal 1831 divenne sede del nuovo corpo Pontieri del Genio, che condivideva l’utilizzo degli appartamenti reali con la Regia Camera di Agricoltura e Commercio. La parziale destinazione d’uso di tipo militare, ribadita in qualche modo anche dal passaggio della proprietà dell’edificio dalla Corona al Demanio dello Stato nel 1850, perdurò sino al 1857, quando, in previsione della VI Esposizione Nazionale dei Prodotti per l’Industria dell’anno successivo, l'allora Ministero delle Finanze Camillo Benso di Cavour, assegnò l’incarico del rifacimento agli architetti Domenico Ferri e Luigi Tonta per una complessiva trasformazione dei locali del castello e delle sue maniche laterali, che da allora mantennero le planimetrie interne che tuttora le caratterizzano.

### Il Castello del Valentino tra Ottocento e Novecento
Tra il 1862 e il 1866 l'edificio venne nuovamente rimaneggiato e, in concomitanza della seconda riprogettazione del parco circostante, vennero demoliti l'emiciclo frontale e il padiglione centrale, per lasciar spazio a una nuova cancellata che lascia tuttora a libera vista il cortile interno che fu ripavimentato con un acciottolato decorativo. 
Nel 1864 l'edificio divenne sede del Regio Museo Industriale e nel 1880 venne completata la manica sud che ospitò i laboratori di idraulica della Regia Scuola di Applicazione per gli Ingegneri. 
Nel 1906 la Regia Scuola di Applicazione e il Regio Museo Industriale furono fuse dando origine al Regio Politecnico di Torino.
Durante il periodo bellico della seconda guerra mondiale l’edificio fu colpito e danneggiato dai bombardamenti del 1942 e del 1943, che procurarono gravi lesioni al tetto e distacchi ai soffitti e agli intonaci affrescati di alcune sale interne, che tuttavia furono prontamente restaurati già a partire dal 1945.

### Il Castello del Valentino oggi

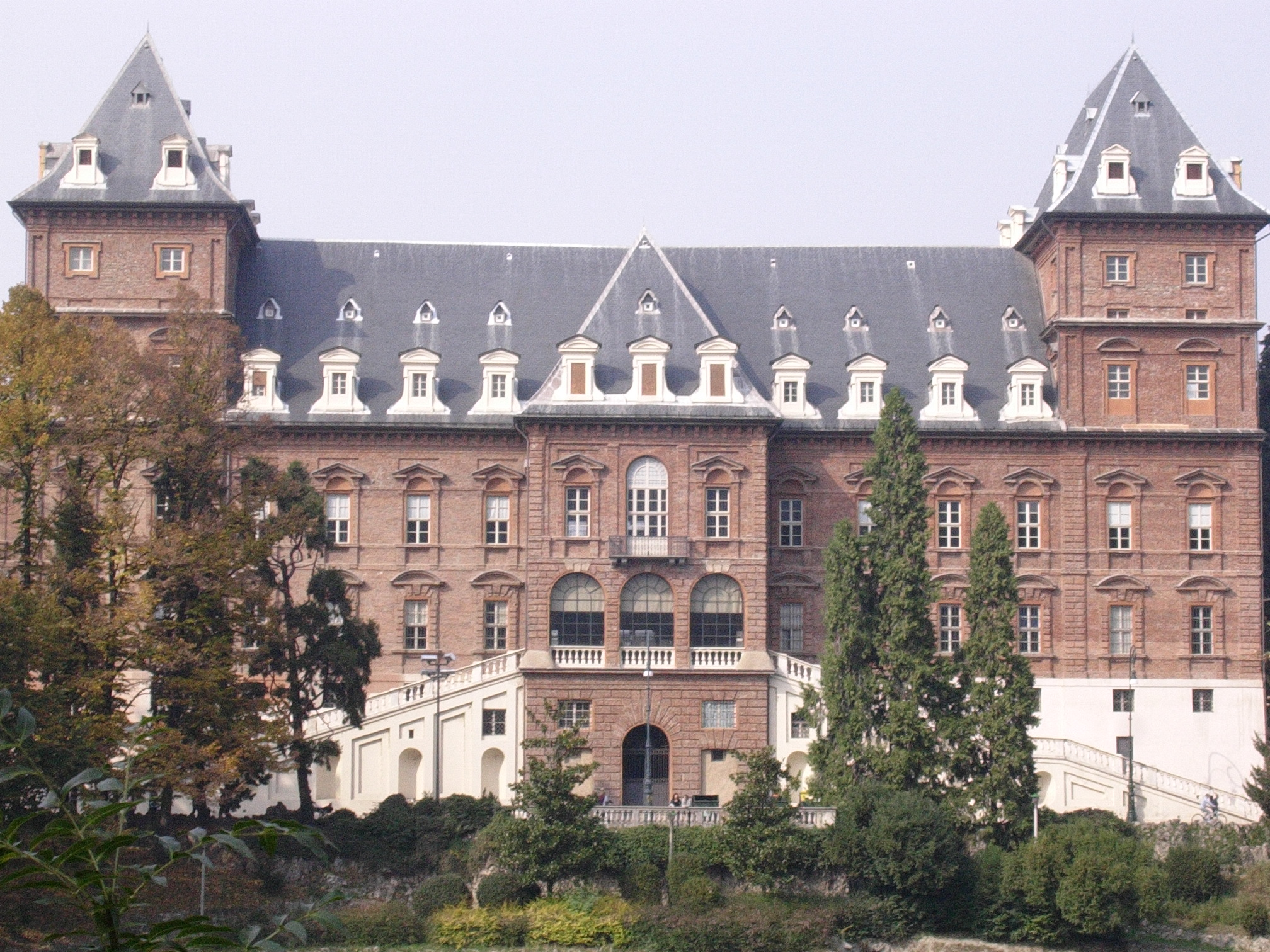
Una veduta del prospetto opposto affacciato sul Po

Dalla fine degli anni quaranta del Novecento l’edificio, di proprietà del Politecnico di Torino, ospita unicamente i corsi di laurea triennale e magistrale del Dipartimento di Architettura e dal 1997 è iscritto nella lista del patrimonio mondiale dell'UNESCO.
Oggetto di recenti restauri che hanno restituito anche la colorazione originale degli esterni, il Castello del Valentino è stato riconsegnato all'antico splendore. Il 12 maggio 2007 ha riaperto la Sala dello Zodiaco e sono visitabili anche le altre sale del primo piano, dove hanno sede gli uffici della Direzione del Dipartimento di Architettura e Design del Politecnico di Torino.
Il 7 febbraio 2018 è stata riaperta al pubblico una cappella  secentesca del  Castellamonte , murata agli inizi del XX secolo e riscoperta durante gli ultimi lavori di restauro dell'edificio.

## Architettura

### Esterno
L’edificio è in stile classicista tipico dell’epoca barocca, seppur con forti influenze francesi e il suo aspetto attuale è frutto di innumerevoli rimaneggiamenti avvenuti nel corso dei secoli.
Esso complessivamente sorge su un’area di circa un ettaro di cui l’edificio occupa oltre 8.000 mq, sviluppandosi con una simmetrica planimetria a "U" che comprende il vasto cortile interno di acciottolato delimitato dalla cancellata monumentale sul lato occidentale. I prospetti principali affacciati sul lato occidentale rivolti verso la città sono caratterizzati da un rivestimento in stucco e intonaco chiaro. La facciata centrale presenta regolari finestre quadrangolari sormontate da timpani neoclassici e al centro spicca l’ingresso principale evidenziato da un portico sormontato da un loggiato entrambi scanditi da tre archi a tutto sesto. I prospetti laterali delle maniche di raccordo ai padiglioni hanno prospetti analoghi, così come la struttura laterale posta a sud, denominata Manica degli esperimenti idraulici.
La struttura principale e più antica è costituita dal corpo di fabbrica principale che affaccia sul lato orientale, a poca distanza dal fiume Po e direttamente su viale Virgilio, la principale direttrice pedonale del Parco del Valentino. Il prospetto orientale è caratterizzato da un rivestimento in mattone a vista e dal doppio scalone monumentale le cui rampe scendono dal modulo centrale aggettante. L’edificio complessivamente conta cinque piani fuori terra per i padiglioni angolari, tre per il corpo di fabbrica intermedio e la manica meridionale, mentre due soltanto per le ali di laterali di raccordo ai due padiglioni frontali posti sul lato occidentale. I due ordini di abbaini presenti sulle falde in realtà simulano la presenza di un falso piano mansardato, un espediente tecnico oltre che estetico, che ha consentito di moderare la già accentuata pendenza del tetto in lastre d’ardesia, di spiccata ispirazione francese.